# Брюхов, Иван Дмитриевич
Иван Дмитриевич Брюхов (07.06.1918 — 10.05.2004) — командир отделения 26-го отдельного огнемётного Карпатского батальона (339-я стрелковая Таманско-Бранденбургская Краснознамённая, ордена Суворова дивизия, 1-я гвардейская армия, 4-й Украинский фронт), старшина, участник похода Красной Армии в Западную Украину и советско-финской войны, Великой Отечественной войны, кавалер ордена Славы трёх степеней.

## Биография
Родился 7 июня 1918 года в городе Бобров Воронежской области в семье рабочего. Русский. Окончил 5 классов Смыговской начальной школы и курсы трактористов, трудился в Бобровской МТС на строительстве второго железнодорожного пути Москва – Архангельск.
В армию был призван в 1938 году Бобровским райвоенкоматом Воронежской области, через год принимал участие в освобождении Западной Украины, участвовал в советско-финской войне, где был ранен. На фронте Великой Отечественной войны с 22 июня 1941 года. Второй раз ранение получил в первый день войны. Участвовал в 12-часовом бою в составе пулемётного расчёта 69-го артиллерийского полка 25-й стрелковой дивизии, в ходе которого в результате мастерского ведения огня, наступающие части врага понесли серьёзные потери.
Первую награду получил, будучи четыре раза раненный. В наградном листе к медали "За боевые заслуги" командир 80-й огнемётной роты отметил:

За время пребывания в 80 отдельной огнемётной роте с декабря 1942 года в должности пом. ком. взвода - проявил себя политически сдержанным, смелым командиром. Участвует в боях с гитлеровцами с 22.6.1941 года. Старший сержант Брюхов при установке ФОГ (фугасный огнемёт) 23.6.1943 на высоте БЕЗЫМЯННАЯ, что западнее выс. 114, 1 проявил мужество и стойкость. Установленная 16.7.43 г. под командованием старшего сержанта Брюхова группа ФОГ была подорвана, в результате чего сожжено 12-14 фрицев, также, при отражении контратаки противника 17.7.43 г. старший сержант Брюхов связкой гранат уничтожил ручной пулемёт противника и расчёт ручного пулемёта - 2 фрица. Имеет на своём счету 3 фрица. Повседневно руководит взводом по ведению огня по противнику и сам ведёт огонь— 
. Командующий 56 армии генерал-майор Гречко, Андрей Антонович  повысил награду и приказом № 79/н от 3 сентября 1943 года наградил Брюхова орденом Отечественной войны 2 степени.
Во время разгрома Крымской группировки противника 7 декабря 1943 года район обороны командира взвода младшего лейтенанта Спиридонова контратаковала группа немцев около 64 человека при поддержке артминогня. На восточной окраине города Керчь Брюхов закрыл своим телом командира взвода от разрыва мины, сам при этом был ранен, остался в строю, и только по приказанию командира роты, отправился на батальонный медицинский пункт.
Приказом командира 339-й стрелковой дивизии полковника Пустовита Г. М. 26 декабря 1943 года старший сержант Брюхов Иван Дмитриевич награждён орденом Славы 3-й степени.
8 марта 1945 года старшина Брюхов во главе отделения в бою в районе населённого пункта Живец Старый (Польша) контратаковал разведгруппу противника численностью 15 человек, лично уничтожил 3 вражеских солдат.
12 марта при вторичной попытке противника разведать расположение наших стрелковых подразделений убил вражеского наблюдателя.
Приказом по войскам 1-й гвардейской армии от 23 апреля 1945 года старшина Брюхов Иван Дмитриевич награждён орденом Славы 2-й степени.
В Пражской наступательной операции 3 мая 1945 года во главе отделения в бою за населённый пункт Доубрава (Чехословакия), совершив обходной манёвр, внезапно атаковал противника с тыла, нанёс ему большой урон.
4 мая близ населённого пункта Добра (Чехословакия) старшина Брюхов пленил гитлеровца.
6 мая у населённого пункта Животице (Чехословакия) отделение Брюхова стремительной атакой с тыла вынудило противника отступить с высоты с большими потерями.
Указом Президиума Верховного Совета СССР от 29 июня 1945 года за мужество, отвагу и героизм, проявленные на фронте борьбы с немецко-фашистскими захватчиками, старшина Брюхов Иван Дмитриевич награждён орденом Славы 1-й степени.
Демобилизован младший лейтенант Брюхов И. Д. в 1945 году. Вернулся в родной город Бобров. После 6 ранений находился на инвалидности 1 группы, но продолжал работать в детском доме, затем в детской колонии.
В 1999 году ему было присвоено звание почётный гражданин города Бобров.
Скончался 10 мая 2004 года. Похоронен в городе Бобров.

## Награды
- орден Отечественной войны 1 степени (6.4.1985)[9]
- орден Отечественной войны 2 степени (03.9.1943)[4]
- Полный кавалер ордена Славы:
  - орден Славы I степени (29.6.1945)[10];
  - орден Славы II степени (23.4.1945)[11];
  - орден Славы III степени (26.12.1943)[12];
- медали, в том числе:
  - «За оборону Кавказа» (9.6.1945)[13]
  - «В ознаменование 100-летия со дня рождения Владимира Ильича Ленина» (6 апреля 1970)
  - «За победу над Германией в Великой Отечественной войне 1941—1945 гг.» (9 мая 1945[14])[15]
  - «За взятие Берлина» (9.6.1945)[13]
  - «За освобождение Праги» (9.6.1945)[13]
  - «20 лет Победы в Великой Отечественной войне 1941—1945 гг.» (7 мая 1965[16])
  - «30 лет Победы в Великой Отечественной войне 1941—1945 гг.»[17]

- - «30 лет Советской Армии и Флота»[18]
  - «40 лет Вооружённых Сил СССР»[19]
  - «50 лет Вооружённых Сил СССР» (26 декабря 1967[20])
- Знак «25 лет победы в Великой Отечественной войне» (1970)

## Память
- На могиле установлен надгробный памятник.
- Его имя увековечено в Главном Храме Вооружённых сил России, и навсегда запечатлено на мемориале «Дорога памяти»[21].
- В городе Бобров Воронежской области установлен бюст.